# Notropis imeldae
Notropis imeldae är en fiskart som beskrevs av Cortes, 1968. Notropis imeldae ingår i släktet Notropis och familjen karpfiskar. IUCN kategoriserar arten globalt som sårbar. Inga underarter finns listade i Catalogue of Life.